# ولادیمیر ودوویچنکوف
ولادیمیر ودوویچنکوف (روسی: Влади́мир Влади́мирович Вдовиче́нков؛ زادهٔ ۱۳ اوت ۱۹۷۱) بازیگر اهل روسیه است. وی از سال ۱۹۹۷ میلادی تاکنون مشغول فعالیت بوده‌است.
از فیلم‌ها یا برنامه‌های تلویزیونی که وی در آن نقش داشته است، می‌توان به تاراس بولبا، بومر، ۳۶۰ و لویاتان اشاره کرد.